# La Clef du cabinet des princes de l’Europe

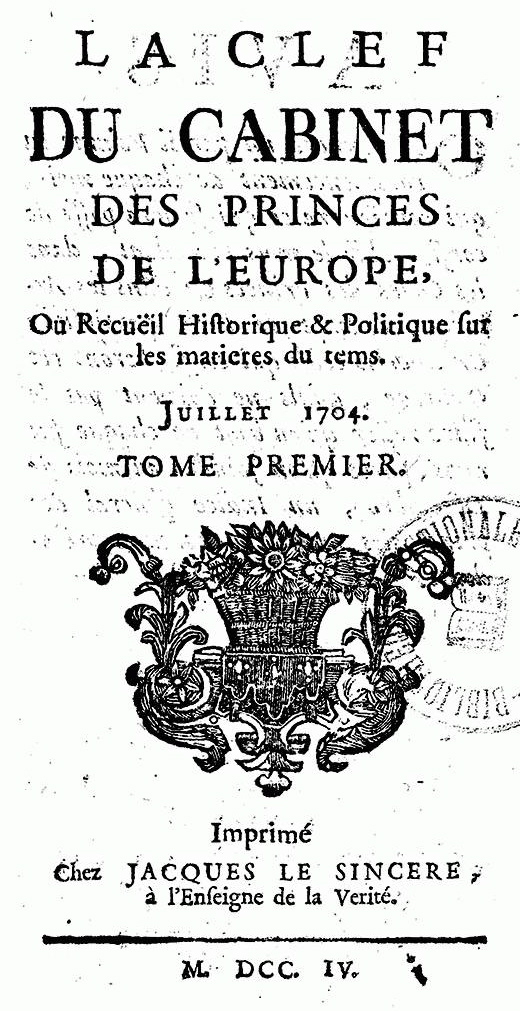
Titel der ersten Nummer

La Clef du cabinet des princes de l'Europe war die erste Zeitschrift in Luxemburg. Sie erschien vom 1. Juli 1704 monatlich bis zum Juli 1794.
Die Zeitschrift war ein Projekt des Buchhändlers, Druckers und Publizisten Claude Jordan aus Valence und des Druckers André Chevalier aus Bourg-en-Bresse. Nachdem Jordan schon in Leyden und in Amsterdam die Gazettes de Hollande herausgebracht hatte und Chévalier in Luxemburg eine Druckerei besaß, hatten sich beide zusammengetan, um eine Zeitschrift für Lothringen (damals von Frankreich unabhängig) zu machen.
In dem Titel La Clef du cabinet des princes de l’Europe ou recuëil historique & politique sur les matieres du tems steckt das ganze Programm der Zeitschrift: ein Blick hinter die Kulissen der Regierungskabinette von Europa (Spanischer Erbfolgekrieg).
Als es 1716 zwischen beiden Herausgebern finanziellen Streit gab, ging Jordan nach Paris und gab dort bis 1776 das Suite de la clef, ou Journal historique sur les matieres du tems heraus.